# لندن '۶۶–'۶۷
لندن '۶۶–'۶۷ (به انگلیسی: London '66–'67) یک آلبوم چندآهنگه و فیلم از گروه موسیقی سایکدلیک راک پینک فلوید است و شامل دو آهنگ گروه، یکی نسخهٔ توسعه‌داده‌شده‌ای از "Interstellar Overdrive" و آهنگ دیگر  "Nick's Boogie" است.
این آهنگ‌ها در اصل برای فیلمی از  فیلمساز لیورپولی Peter Lorrimer Whitehead ساخته شده بودند که در سال ۱۹۶۷ و کمی قبل‌تر از آن به صورت ویرایش شده دریک موسیقی متن نمایش داده شده بودند،اما نسخهٔ کامل آن تنها در سال ۱۹۹۰ برای انتشار مجدد همان آلبوم توسط See for Miles بازانتشار یافت. این‌ها اولین آثار ضبط شدهٔ پینک فلوید بودند.

## نسخهٔ چندآهنگه (EP)
نسخهٔ چندآهنگه (EP)، از این قطعه‌ها در سال ۱۹۹۵ منتشر شدند که در سال ۲۰۰۵ توسط Snapper Music به صورت SMACD924X نیز انتشار یافت

## لیست آهنگ‌ها
1. Interstellar Overdrive" – 16:46"
2. Nick's Boogie" – 11:55"

## پینک فلوید
- ریک رایت
- سید برت
- راجر واترز
- نیک میسون